# Lenjinizam
Lenjinizam je naučavanje Vladimira Iljiča Lenjina o ciljevima i sredstvima klasne borbe radništva u razdoblju proleterskih revolucija i izgradnje socijalizma. 

## Teze
Kao razrada i nastavak Marxovih i Engelsovih shvaćanja lenjinizam označava onaj poseban vid marksizma u kojem su razrađena i primijenjena konkretna rješenja o strategiji i taktici proleterske revolucije u Rusiji, i šire, naučavanje u kojem se razrađuju načelna pitanja o karakteru socijalističke revolucije i države, o diktaturi proletarijata, o ulozi političke partije radničke klase, o nacionalnom i drugim pitanjima socijalističke prakse te razvitku i perspektivama socijalizma.  
Oblikujući se na prijelazu iz 19. u 20. stoljeće, te osobito, u doba Prvog svjetskog rata i Oktobarske revolucije, lenjinizam je postao teorijski temelj revolucionarnih akcija proletarijata u tadašnjim društvenim i političkim prilikama. Te su prilike karakterizirane pojavom imperijalizma, koji je Lenjin ocijenio kao posljednji, najrazvijeniji stadij kapitalizma. 
Različite socijalne teorije koje su se javljale unutar radničkog pokreta u to doba stajale su kolebljive i zbunjene pred pojavom ovog monopolističkog, u nekim aspektima državnog kapitalizma, pa je to osobito utjecalo na njihove reformističke koncepcije o klasnoj borbi. Spram takvih teorija, koje su imale velik utjecaj u Drugoj internacionali, lenjinizam se javlja kao produžetak revolucionarne biti Marxova naučavanja. Sam je Lenjin svoja shvaćanja izgrađivao na egzaktnoj teorijskoj analizi kapitalizma, ali uz to i na osobnom revolucionarnom iskustvu i na analizi ruskih prilika. To mu je omogućilo da prvi od marksističkih teoretičara uvidi mogućnost pobjede socijalističke revolucije i u relativno zaostalijim zemljama. 
U tim se zemljama, naime, to izrazitije očituje suprotnost između još uvijek čvrsto neoformljenog sistema imperijalizma i nabujalih revolucionarnih snaga. Stoga upravo teorija o prerastanju buržujskodemokratske revolucije u socijalističku, uz hegemoniju proletarijata u toj revoluciji, sačinjava okosnicu lenjinizma koja ovo naučavanje radikalno suprotstavlja revizionističkim doktrinama Druge internacionale, koje su još nerazvijen proletarijat i politički radikalizirano siromašno seljaštvo promatrale tek kao povijesno sekundarne saveznike liberalnog građanstva.
Razrađujući prema takvoj okosnici strategiju i taktiku revolucionarnog pokreta u ruskim i svjetskim razmjerima, lenjinizam osobito ističe potrebu razvijanja klasne svijesti proletarijata i zahtjev njegova čvrstog organizacijsko-političkog povezivanja. Ova su dva, za revolucionarni politički istup prijeko potrebna načela, mogla biti ostvarena samo stvaranjem idejno i organizacijski monolitne avangarde radničke klase - komunističke, boljševičke partije. - U teoriji partije lenjinizam, proklamira načelo demokratskog centralizma, tj. takvog partijskog ponašanja prema kojem se na demokraciji temelje odlučivanja, izbora i odgovornosti funkcionara članstvu nadovezuje i zahtjev strogog pridržavanja donesenih odluka, te zahtjev o odgovornosti nižih partijskih organa višima. Takva stranka, sastavljena od požrtvovnih revolucionara, je bila zamišljena kao predvodnik radničke klase unutar same klase, pobuđujući i povezujući njene akcije u dobro planiranu i organiziranu cjelinu. 
Njen cilj nije fiktivno zastupanje interesa radničke klase pred društvom i državom, već neposredno osvajanje vlasti, što u praksi znači: nasilno zbacivanje svih starih institucija i struktura vlasti te ustanovljivanje i ostvarivanje diktature proletarijata. Kao oblik direktne vlasti radničke klase u kojem se omogućuje viši tip društvene organizacije rada i društvenih odnosa, diktatura proletarijata mora iz temelja biti karakterizirana vlašću radnih ljudi, a ne vlašću nad radnim ljudima. Tako se lenjinizam striktno razgraničuje i od etatističko-birokratskih tendencija, koje od radnog čovjeka otuđuju same institucije i funkcije vlasti, i od anarhističkih i socijal-demokratskih shvaćanja, od kojih prva zagovaraju trenutačno uništenje države revolucionarnim činom, a druga njeno odumiranje vezuju uz samu perspektivu razvitka građanske demokracije. U teoriji odumiranja države, nasuprot takvim stanovištima, lenjinizam označava realističko shvaćanje koje izražava istinsku dijalektiku društvenih i proizvodnih odnosa. U svojoj prvoj fazi proleterska država i ne može biti drugo nego politički oblik organizacije proletarijata kao klase na vlasti. No, ostvarujući istodobno vlast radnih ljudi nad sredstvima rada, ona mora u perspektivi nadići politički oblik organizacije, jer se taj oblik organizacije uvijek zasniva na odnosima hegemonije, koji proistječu iz odgovarajućih razina društvenoproizvodnih odnosa te mogu poprimiti i oblik prevlasti države tj. državne birokracije nad klasom.
Kvalitativno novu dimenziju društveno- proizvodnih odnosa donosi već i samo ukidanje vlasništva,eksproprijacija eksproprijatora, kojom se napokon dokida i protuslovlje između privatnog karaktera vlasništva i društvenog karaktera proizvodnje. Ali i država kao vlasnik u osnovi podržava jedan, iako viši, tip najamnih odnosa. Stoga, slijedeći povijesni put emancipacije radničke klase, kako je isticao Lenjin, glavni cilj sovjetske vlasti treba biti odumiranje države.  
Nakon Lenjinove smrti, lenjinizam je doživio i znatna iskrivljivanja. Pod specifičnom doktrinom marksizma-lenjinizma, u verziji Josifa Staljina, u postlenjinskom razdoblju došlo je i do izopačivanja kriterija i načela lenjinizma, što se izrazilo u nastanku i afirmaciji »kulta ličnosti«, uz sve teorijske deformacije te štetnu političku praksu, koja se negativno odrazila na prilike i odnose u međunarodnom radničkom komunističkom pokretu. 
To je odstupanje od lenjinizma dobilo, po svome glavnom protagonistu, i poseban naziv, staljinizam. Teorijske i praktične devijacije, koje nisu prezale ni od direktnog krivotvorenja Lenjinove idejne i političke ostavštine, rezultirale su sektaštvom u međunarodnom radničkom pokretu.
Ipak, neovisno o takvim pojavama, pa i usprkos njima, lenjnizam je u razvitku svjetskog socijalizma za mnoge radničke i komunističke partije kao i za mnoge socijalističke antikolonijalne i oslobodilačke pokrete prvenstveno značio poticaj da se na zasadama marksističke misli uoči osobitost i povijesna konkretnost svake situacije koja ne dopušta puko prenošenje doktrinarnih stavova, već teži znanstvenokritičkoj analizi danih, neposrednih povijesnih uvjeta.  
U općim teorijskim pitanjima je dao doprinos analizi imperijalizma, teoriji izgradnje socijalističke privrede, a u filozofiji prevladavanju vulgarno-materijalističkih natruha što su ih u marksizam unosili pojedini njegovi interpretatori.